# Ronald Worm
Ronald Worm (født 7. oktober 1953 i Duisburg, Vesttyskland) er en tidligere tysk fodboldspiller (angriber).
Han spillede på klubplan otte år i både MSV Duisburg og Eintracht Braunschweig. Med Duisburg nåede han i 1975 finalen i DFB-Pokalturneringen, der dog blev tabt til Eintracht Frankfurt.
Worm spillede desuden syv kampe og scorede fem mål for Vesttysklands landshold. Han var med på det tyske hold ved både OL i 1972 i München, EM i 1976 i Jugoslavien og VM i 1978 i Argentina.